# Обида (рассказ Набокова)
«Обида» — рассказ Владимира Набокова, относящийся к русскому периоду его творчества. Был написан и опубликован (под псевдонимом В. Сирин) в 1931 году, вошёл в состав сборника «Соглядатай» (Париж, 1938).

## Сюжет и история текста
Действие рассказа происходит в дореволюционной России, на загородной усадьбе. Главный герой — мальчик по имени Путя, который приезжает вместе с семьёй на день рождения кузена. Выясняется, что сверстники не хотят разговаривать с Путей, потому что считают его «ломакой». В комментарии к рассказу Набоков предупредил читателей, что Путя — это не он сам, хотя в описанной обстановке много общего с его детством.
«Обида» была написана в конце июня 1931 года и увидела свет в русской эмигрантской газете «Последние новости», выходившей в Париже, 12 июля того же года. В 1938 году автор включил рассказ в сборник «Соглядатай». Позже «Обида» была переведена на английский язык под названием А Bad Day («Неудачный день»).
По мнению биографа Набокова Брайана Бойда, «Обида» с её попыткой зафиксировать счастливые воспоминания о России «предвосхищает» «Дар» и «Другие берега» и «вызывает в памяти светлые бунинские образы». О продолжении традиций русской «дачной прозы», создававшейся Буниным, Чеховым, Куприным, пишут и другие литературоведы. При этом посвящение Бунину, которое было в первой публикации рассказа, Набоков позже убрал, чтобы избежать сравнений с этим писателем.